# Tommy Schwall
Tommy Schwall, född 13 augusti 1983 i Steamboat Springs, är en amerikansk backhoppare. Hans bästa resultat i världscupen är en trettionionde plats. Schwall representerade USA vid de olympiska vinterspelen 2006 i Turin och vid de olympiska vinterspelen 2002 i Salt Lake City. Tommy Schwall använder skidutrustning från det franska bolaget Rossignol.

## Statistik

### Olympiska spel
| Plats / År | Salt Lake City 2002 | Turin 2006 |
| Placering  | 11:e                | 14:e       |

### Världsmästerskap
| Plats / År   | Harrachov 2002 | Planica 2004 |
| Individuellt | 39:e           | 45:e         |

### Världscupen
- Bästa resultat : 39:e

### Fotnoter
1. ↑  Tommy Schwall på Internationella Skidförbundets webbplats